# Neozana germana
Neozana germana là một loài bướm đêm thuộc phân họ Arctiinae, họ Erebidae.